# Склерофітні чагарники острова Альдабра
Склерофітні чагарники острова Альдабра (ідентифікатор WWF: AT1308) — афротропічний екорегіон пустель і склерофітних чагарників, розташований на острові Альдабра в Індійському океані.

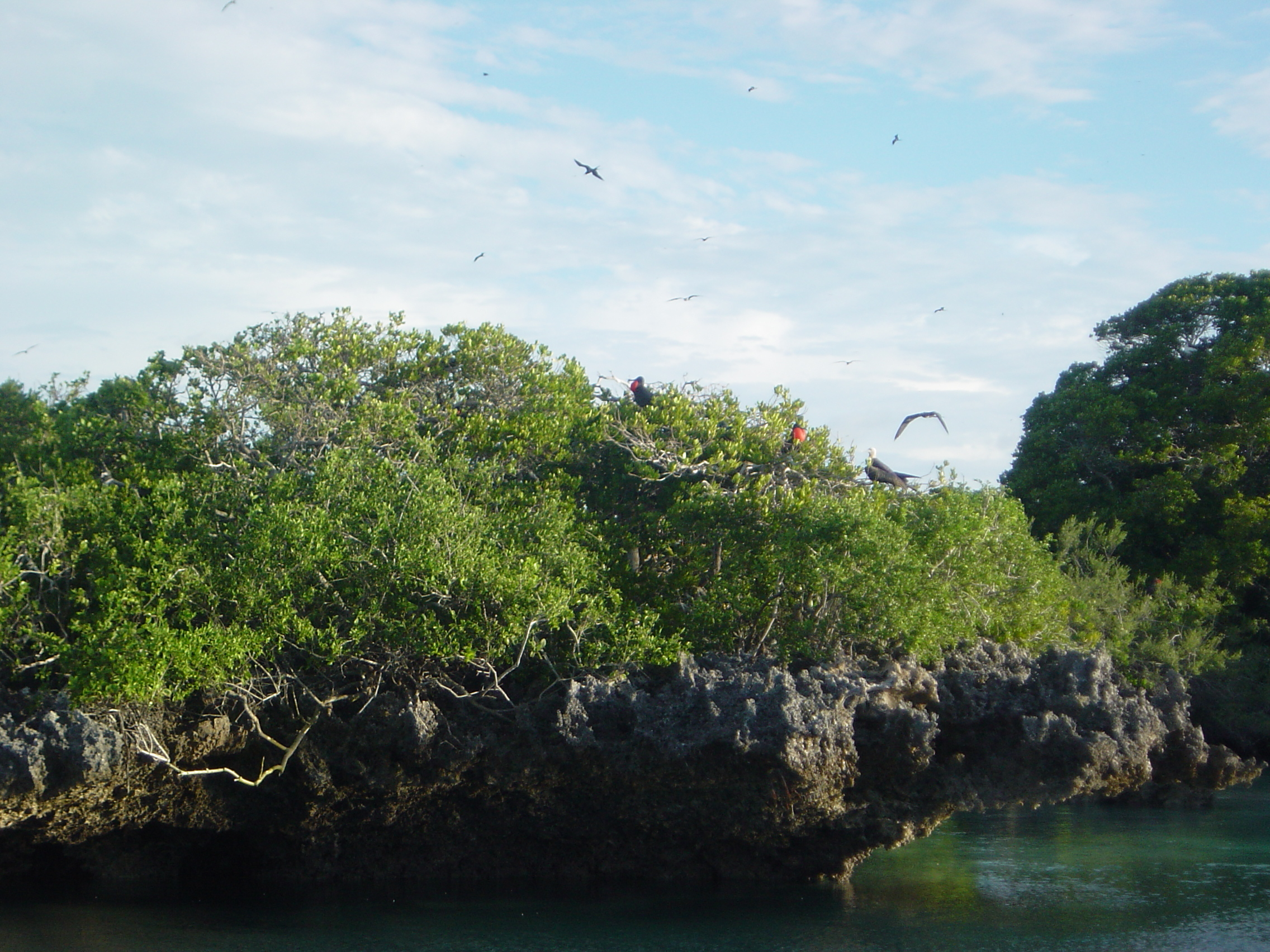
Узбережжя Альдабри

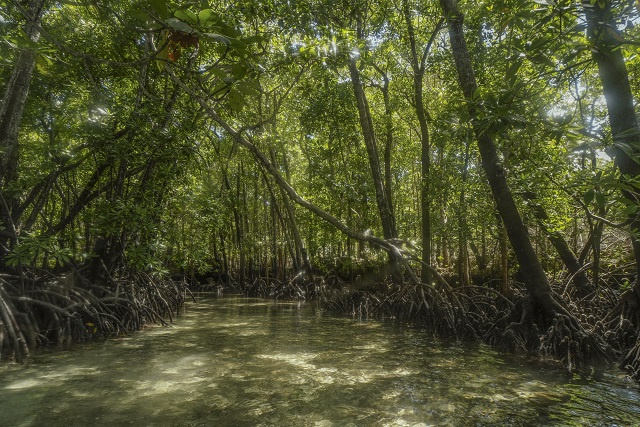
Мангри Альдабри

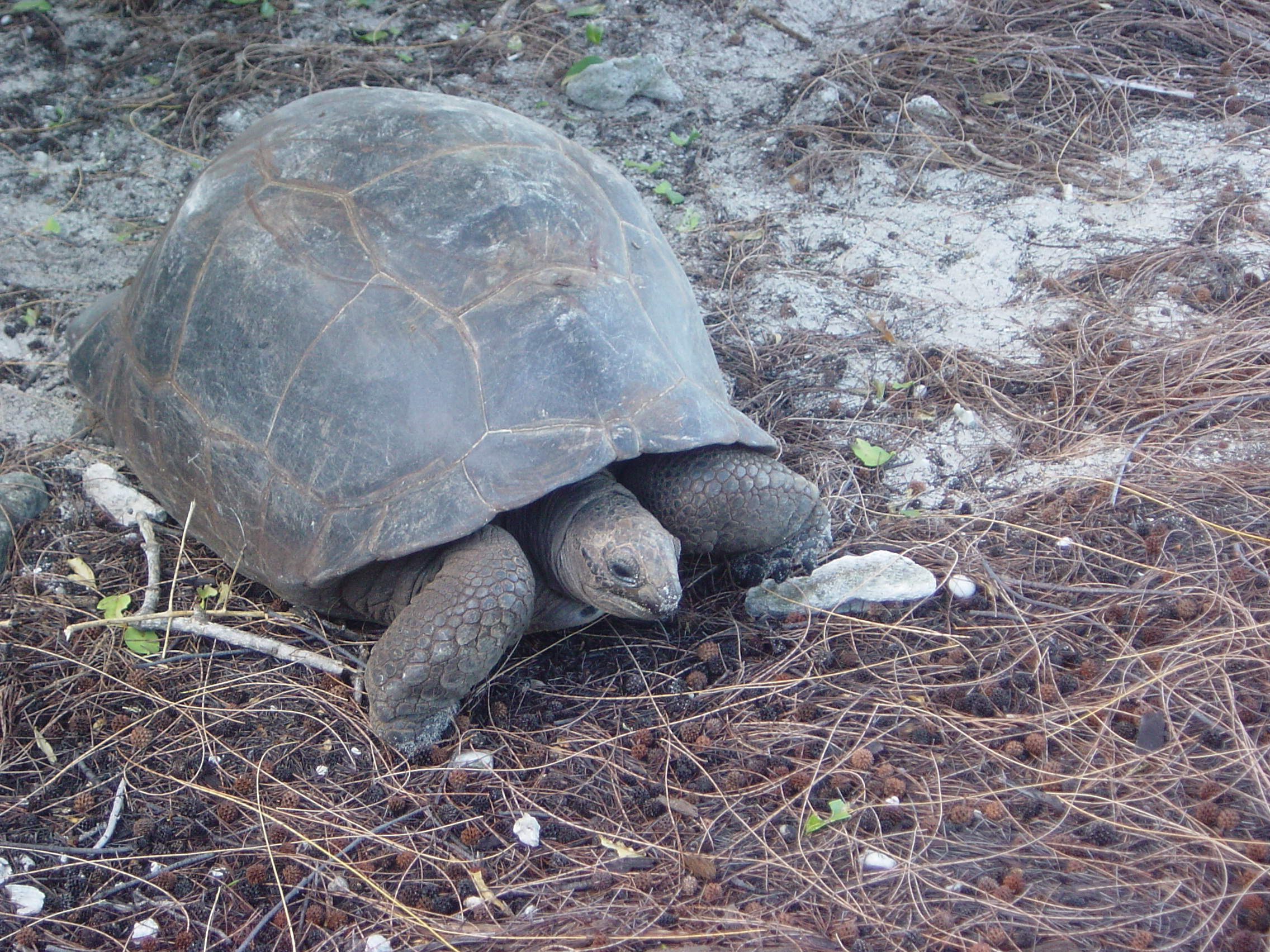
Велетенська альдабранська черепаха (Aldabrachelys gigantea)

## Географія
Атол Альдабра входить до групи Зовнішніх Сейшельських островів. Він розташований приблизно за 400 км на північний захід від острова Мадагаскар, за 680 км на схід від Східної Африки та за 1100 км на південний схід від Мае, найбільшого острова Сейшельського архіпелагу. 
Альдабра є найбільшим піднятим атолом у світі та другим за розмірами атолом світу після Кіритіматі. Він складається з чотирьох коралових островів (Гранд-Тер, Малабар, Пікард та Полімне), які оточують велику, неглибоку лагуну та розділені чотирма каналами, що сполучають лагуну з Індійським океаном. В лагуні розташовано багато дрібних острівців, а весь атол оточений зовнішнім бар'єрним рифом. Площа Альдабри становить приблизно 150 км², а разом з лагуною та каналами вона займає площу близько 340 км². Висота найвищої точки острова становить 8 м над рівнем моря.
Більшу частину суходолу Альдабри складають стародавні коралові рифи віком близько 125 000 років, підняті над рівнем моря, а решту — коралові вапняки. Острів має нерівний рельєф, оскільки тривале вивітрювання призвело до розмивання значної частини вапняків та формування численних ям і тріщин. На Альдабрі зустрічаються ділянки, сформовані піднятими лагунними відкладами, прибережні пляжі, піщані дюни та вапнякові скелі.

## Клімат
На Альдабрі домінує тропічний клімат. З листопада по квітень триває вологий сезон, пов'язаний з північно-західними мусонами, а з травня по жовтень — сухий сезон. Середньорічна кількість опадів становить від 960 до 1200 мм і коливається з року в рік. Середньорічна температура регіону становить 27 °C, середня максимальна температура — 31 °C, а середня мінімальна температура — 22°C.

## Флора
На підвищеннях у внутрішніх районах Альдабри рослинний покрив представлений лісами хвощелистих казуарин (Casuarina equisetifolia). Ці дерева рідко перевищують 4 м у висоту. На пласких вапнякових рівнинах, особливо поблизу водойм з солонуватою водою, казуаринові ліси змінюються чагарниковими заростями, основу яких складають кислуваті пемфіси (Pemphis acidula). Пемфіси можуть рости відносно розріджено, перемежовуючись трав'янистими ділянками, або, навпаки, утворювати густі хащі, особливо біля лісів. На західному узбережжі Альдабри зустрічаються кокосові пальми (Cocos nucifera), які є свідченнями кількох спроб вирощувати кокоси на острові, які здійснювалися у XIX столітті.
На мулистих мілинах і солончаках навколо лагуни поширені мангрові зарості, які є невід'ємною частиною прибережної екосистеми. Основу мангрів Альдабри складають білі мангри (Avicennia marina), східні мангри (Bruguiera gymnorhiza), шпорові мангри (Ceriops tagal) та азійські мангри (Rhizophora mucronata). В самій лагуні зустрічаються луки морської трави, коралові рифи та піщані рівнини.
Загалом на Альдабрі зустрічається близько 180 видів судинних рослин, з яких 19 видів є ендемічними, а 22 види зустрічаються лише на найближчих островах. Серед ендемічних представників екорегіону слід відзначити альдабранський пандан (Pandanus aldabraensis) та альдабранське алое (Aloe aldabrensis). Також на Альдабрі росте жовтувато-біла анггрека (Angraecum eburneum), орхідея, яка є національною рослиною Сейшел.

## Фауна
Найвідомішою частиною унікальної фауни Альдабри є найбільша у світі популяція велетенських альдабранських черепах (Aldabrachelys gigantea), яка нараховує приблизно 152 000 особин. Довжина панцира дорослих альдабранських черепах може досягати 105 см, а вага — 350 кг. Ці травоїдні черепахи харчуються рослинами, зокрема листям та водоростями, що ростуть в прісних водоймах. Черепахи паруються між лютим та червнем, після чого самиці в період з червня по вересень відкладають яйця, закопуючи їх в ґрунт. Самиці можуть відкладати одну або кілька кладок на рік, кожна з яких включає від 3 до 16 яєць. Альдабранські черепахи вирізняються надзвичайною довгоживучістю: як приклад можна навести самця Адвайту, який помер у віці близько 250 років в Аліпорському зоопарку в Колкаті 24 березня 2006 року.
Альдабра також є одним з найважливіших місць у західній частині Індійського океану, де відкладають яйця рідкісні морські черепахи — зелені черепахи (Chelonia mydas) та бісси (Eretmochelys imbricata). Серед інших плазунів, поширених на атолі, слід відзначити напівпалого гекона Фаркуара (Hemidactylus mercatorius), ендемічний підвид фельзуми Еббота Phelsuma abbotti abbotti, а також майже ендемічного альдабранського змієокого сцинка (Cryptoblepharus aldabrae), який окрім Альдабри, зустрічається на сусідніх Сейшельських островах.
На Альдабрі зустрічаються чотири види місцевих ссавців, всі з яких є рукокрилими. Альдабранські тризубценоси (Paratriaenops pauliani) та альдабранські крилани (Pteropus aldabrensis) є ендеміками екорегіону, сейшельські мопси (Mops pusillus) є майже ендемічними його представниками і зустрічаються також на Коморських островах, а маврикійські склеповики (Taphozous mauritianus) є широко поширеними кажанами, які зустрічаються в Африці та на Мадагаскарі.
Альдабра є важливим місцем, де гніздяться десятки видів морських птахів. Тут розташовані одні з найбільших у світі колоній червонохвостих фаетонів (Phaethon rubricauda), фрегатів-арієлів (Fregata ariel) та тихоокеанських фрегатів (Fregata minor). Серед інших морських птахів, що гніздяться на Альдабрі, слід відзначити п'ять видів чапель, зокрема синьодзьобу чаплю (Ardeola idae), а також червононогу сулу (Sula sula), реюньйонського буревісника (Puffinus bailloni), білохвостого фаетона (Phaethon lepturus), індонезійського крячка (Sterna sumatrana), каспійського крячка (Hydroprogne caspia), для якого Альдабра є єдиним місцевим гніздування в океані, та рожевокрилого фламінго (Phoenicopterus roseus), для якого Альдабра є одним з двох місць гніздування в океані. Крім того, Альдабру регулярно відвідують близько п'ятнадцяти видів мігруючих птахів, з яких крабоїди (Dromas ardeola) є єдиними птахами, що зимують на атолі.
Багато птахів, поширених на Альдабрі, зокрема мадагаскарські боривітри (Falco newtoni aldabranus), сріблястоголові фунінго (Alectroenas sganzini minor), мадагаскарські коукали (Centropus toulou insularis), мадагаскарські ібіси (Threskiornis bernieri abbotti), мадагаскарські дрімлюги (Caprimulgus madagascariensis aldabrensis), мадагаскарські горовани (Hypsipetes madagascariensis rostratus) та мадагаскарські маріки (Cinnyris sovimanga aldabrensis), представлені ендемічними підвидами. Інші підвиди цих птахів мешкають на Мадагаскарі та на сусідніх островах. 
Ендемічні альдабранські білогорлі пастушки (Dryolimnas cuvieri aldabranus) є останніми нелітаючими птахами в західній частині Індійського океану. Також на Альдабрі мешкають строкаті круки (Corvus albus) та ендемічні альдабранські дронго (Dicrurus aldabranus), альдабранські окулярники (Zosterops aldabrensis) і альдабранські фуді (Foudia aldabrana). Раніше на атолі жили ендемічні альдабранські цикіріті (Nesillas aldabrana), однак вони вимерли у 1983 році внаслідок хижацтва з боку інтродукованих сірих пацюків і котів.
На Альдабрі мешкають кілька видів крабів, зокрема кокосові краби (Birgus latro), найбільші наземні членистоногі у світі. З приблизно 1000 видів комах, поширених на Альдабрі, близько 300 видів є ендемічними, зокрема 125 видів метеликів.
У водах навколо Альдабри зустрічаються 13 видів китоподібних морських ссавців, зокрема різні види дельфінів, косатки (Orcinus orca) та горбаті кити (Megaptera novaeangliae). Дюгоні (Dugong dugon), які вважалися регіонально вимерлими у XVII столітті, неодноразово зустрічалися у водах навколо атола за останні роки. Водна фауна лагуни атола представлена багатьма видами риб, зокрема акул та скатів. Загалом фауна коралового рифу, що оточує Альдабру, контрастує з наземною флорою і фауною острова, особливо з точки зору ендемізму, оскільки види, що населяють цей риф, зазвичай є широко поширеними, і зустрічаються на багатьох інших коралових рифах Індійського океану. Тим не менш, фауна коралових рифів Альдабри є багатою, оскільки атол вважається захищеним від будь-яких зовнішніх загроз.

## Збереження
Основною загрозою для збереження природи Альдабри є завезені на нього інвазивні види тварин — сірих пацюків (Rattus norvegicus), котів та кіз. У 2012 році після тривалої програми викорінення кози на острові були винищені. Коти були вилучені з усіх островів, за винятком Гранд-Тера, що дозволило реінтродукувати білогорлого пастушка на Пікард. Розробляється програма з остаточного викорінення кішок і щурів на Альдабрі. Від інтродукованих птахів Альдабра донедавна була вільною, однак відносно нещодавно на острові оселилися червоні фуді (Foudia madagascariensis), які перед тим були інтродуковані на сусідньому острові Успіння. Через обмежений простір та екстремальні погодні умови, епідемії, пов'язані з інтродукованими птахами, можуть становити серйозну загрозу для всієї екології атола.
На узбережжі Альдабри зустрічається багато пластикового сміття. Незважаючи на значні зусилля з очищення острова, які були здійснені в 2019 році, вважається, що понад 500 тонн сміття залишилося на атолі, що значно впливає на дику природу. Більшість сміття походить від регіональної рибної промисловості, хоча значна частина також переноситься з Південно-Східної Азії океанічними течіями.
Коралові рифи Альдабри значно постраждали у 2016 році внаслідок Ель-Ніньйо. Незважаючи на те, що термічний стрес не був надзвичайно високим (температура води підвищилась менш ніж на 4 °C за тиждень), твердий кораловий покрив на звернених до моря рифах Альдабри зменшився більш ніж на 50 % (на 35 % у лагуні), а м'який кораловий покрив зменшився більш ніж на 90 %. На щастя, є деякі ознаки відновлення, оскільки кількість молодих коралів з тих пір значно зросла, особливо в лагуні. Рифи Альдабри продовжують залишатися під загрозою через зміни клімату.
Загалом Альдабра є однією з найбільш незайманих острівних екосистем світу. Тут відсутнє постійне населення, хоча у 1960-х роках британці планували створити на острові військову базу, яка стала би значною загрозою біорізноманіттю атола. Більша частина Альдабри є частиною природного заповідника. У 1982 році Альдабра була внесена до списку Світової спадщини ЮНЕСКО. Вона також визнається Рамсарським водно-болотним угіддям міжнародного значення та важливою орнітологічною територією.